# Arctornis rugosacculus
Arctornis rugosacculus är en fjärilsart som beskrevs av Holloway 1999. Arctornis rugosacculus ingår i släktet Arctornis och familjen tofsspinnare. Inga underarter finns listade i Catalogue of Life.